# Gravago
Gravago è una frazione del comune di Bardi, in provincia di Parma.
La frazione, suddivisa nelle principali località di Monastero, Brè e Pieve, dista circa 6 km dal capoluogo.

## Geografia fisica
La frazione è suddivisa in varie località minori sparse sui due versanti della valle del torrente Noveglia, affluente destro del Ceno.

## Storia
La zona della val Noveglia fu occupata in origine dai Liguri, prima dell'arrivo nel II secolo a.C. dei Romani, che la assoggettarono al municipium di Velleia, cui fu collegata attraverso una strada che proseguiva per le odierne Borgo Val di Taro e Pontremoli.

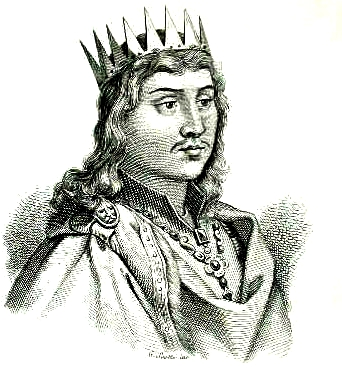
Il re dei Longobardi Ildebrando

Nel VI secolo sorse lungo la strada che attraversava il territorio un monastero di benedettini dedicato a san Michele Arcangelo, con chiesa annessa.
La strada continuò a essere utilizzata anche dai Longobardi, che conquistarono il territorio verso la fine del VI secolo; nel 744 l'antico cenobio fu per la prima volta menzionato con altri 4 monasteri piacentini nel privilegio del re dei Longobardi Ildebrando.
A presidio del vicino valico di Sant'Abdon (odierno passo di Santa Donna) furono forse gli stessi Longobardi a edificare probabilmente nell'VIII secolo il primo castello difensivo.
Nel X secolo fu inoltre costruita la pieve dei Santi Vito, Modesto e Crescenzia.

Stemma dei Platoni

Agli inizi del XIII secolo il territorio rientrava tra i possedimenti dei Platoni, come testimoniato da un atto di successione ereditaria tra alcuni membri della famiglia, ma già nel 1234 risultava appartenere al Comune di Piacenza.
In seguito il castello passò sotto il controllo del conte Ubertino Landi, che vi stanziò il congiunto Alberico Landi; nel 1268 i piacentini catturarono Alberico e costrinsero Ubertino, in cambio della sua liberazione, ad alienare il feudo per 700 lire piacentine al Comune di Piacenza, che a sua volta lo rivendette a Rinaldo Scoto al prezzo di 3000 lire piacentine. In risposta i Lusardi, alleati di Ubertino, attaccarono il maniero e lo restituirono al Conte, che fu costretto a rifugiarvisi nel 1269 a causa della perdita del castello di Bardi; i piacentini, aiutati dai milanesi e dai parmigiani, attaccarono il castello, ma ne furono respinti da Ubertino, che negli anni successivi visse in una grande casaforte a Brè, detta Caminata, pianificandovi la riconquista della val di Taro.
Alla morte del Conte, il feudo passò ai suoi eredi Landi, che ne mantennero il possesso fino al 1687, quando i conti Platoni di Borgo Val di Taro ne acquistarono i diritti.
Nel 1772 il duca di Parma Ferdinando di Borbone ingiunse al conte Carlo Platoni di lasciare Gravago, per ritirarsi a Borgo San Donnino; in seguito all'abolizione napoleonica dei diritti feudali del 1805, il territorio fu annesso al Comune di Bardi.

## Monumenti e luoghi d'interesse

### Chiesa di San Michele Arcangelo

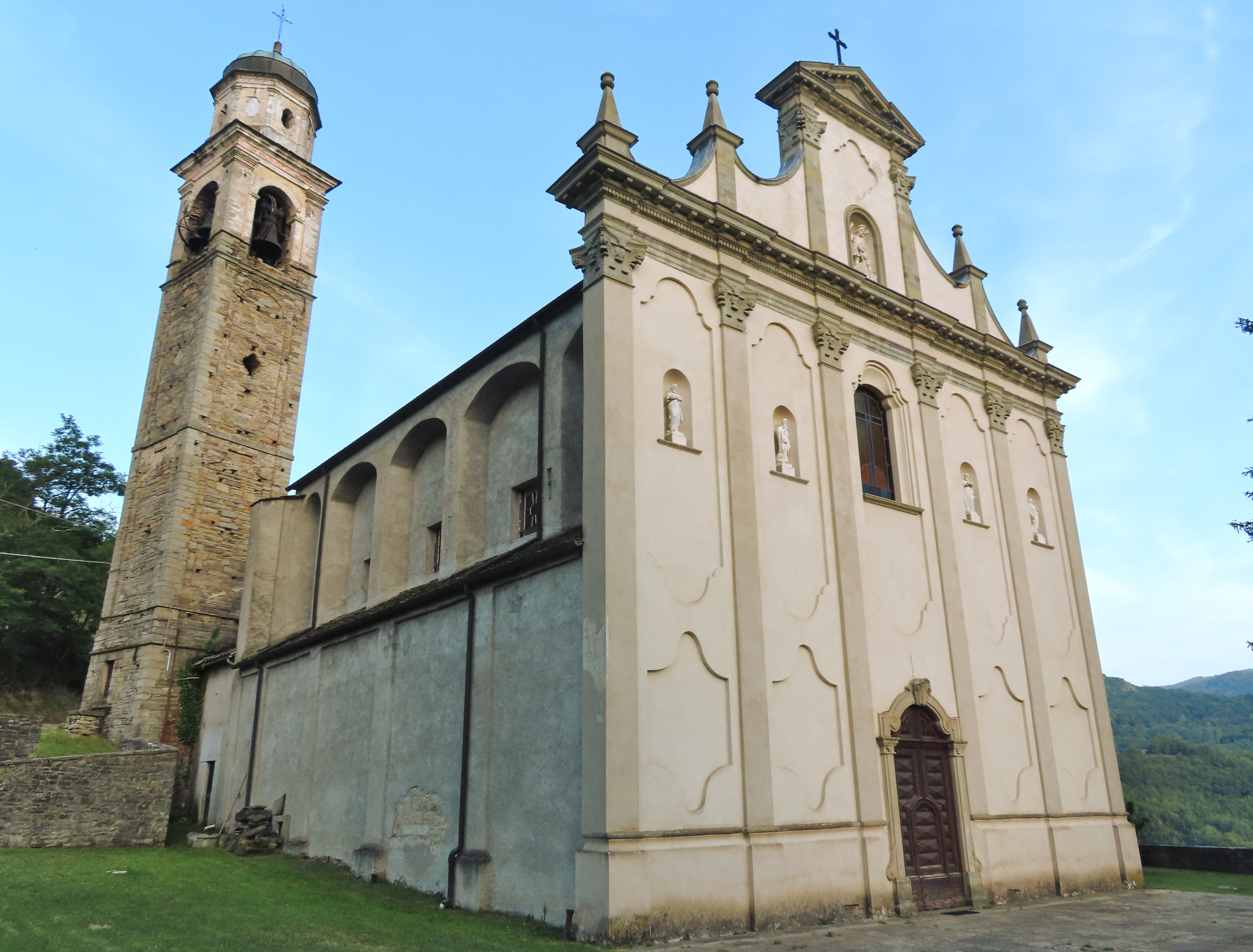
Chiesa di San Michele Arcangelo

Edificata nella località di Monastero nella seconda metà del XVII secolo sul luogo dell'antico monastero benedettino risalente al VI secolo, la chiesa barocca fu successivamente ampliata a più riprese fino al 1718; arricchita della facciata, del campanile e delle sei cappelle laterali entro il 1774, fu ristrutturata nel 1902, modificando il prospetto principale con alcune aggiunte neobarocche; restaurata nel 2005, fu chiusa al culto nel 2012, a causa di un grave dissesto idrogeologico riguardante la zona absidale; dopo il consolidamento strutturale, il tempio dal 2024 è nuovamente accessibile.

### Chiesa dei Santi Vito, Modesto e Crescenzia

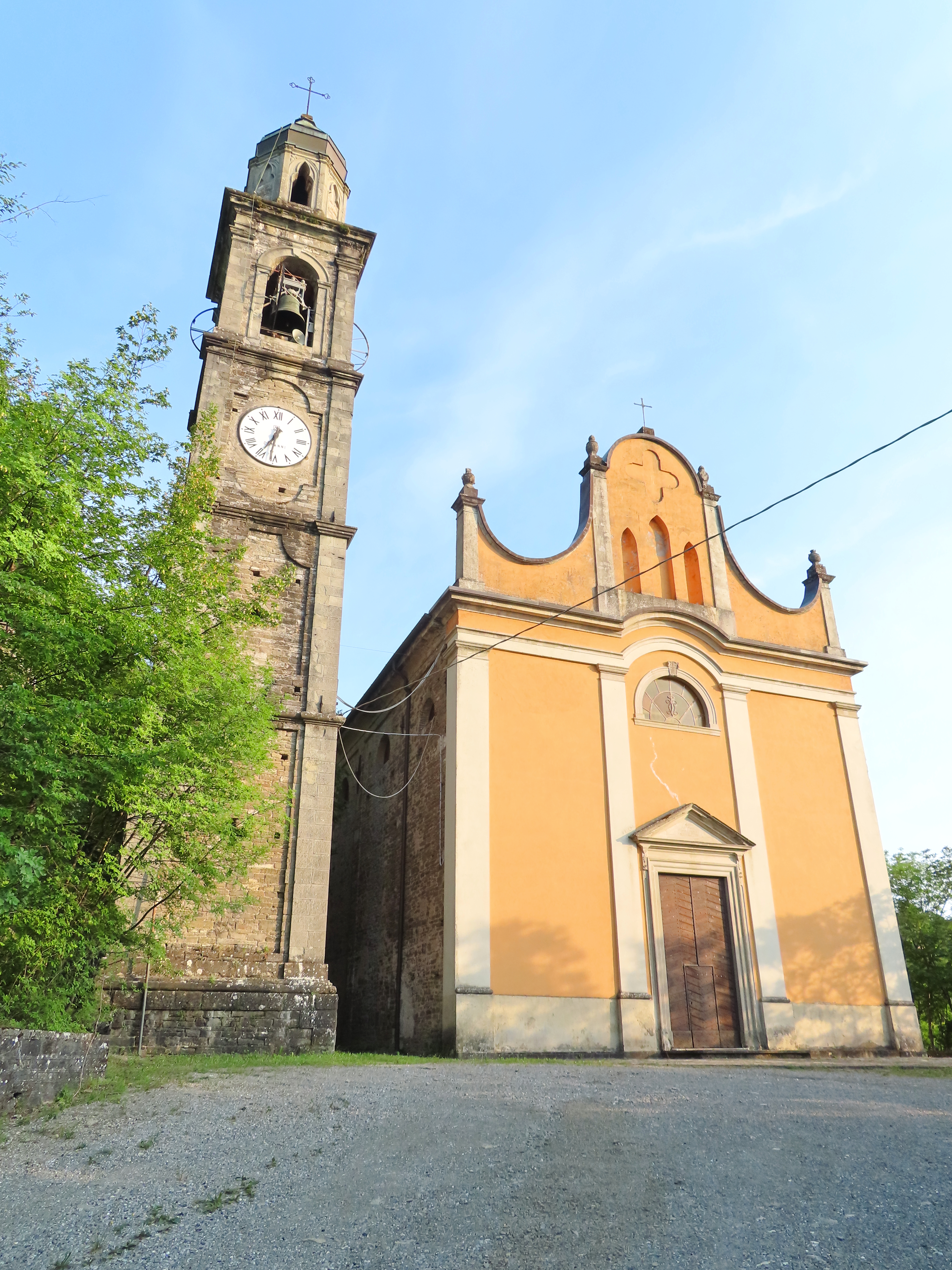
Chiesa dei Santi Vito, Modesto e Crescenzia

Costruita nella località di Pieve tra il 1860 e il 1863 sui resti dell'antica pieve risalente al X secolo, la chiesa neoclassica e neobarocca fu affiancata dal campanile nel 1878; nel corso del XX secolo fu internamente restaurata e affrescata dal pittore pontremolese Tiziano Triani; l'edificio conserva un imponente altare maggiore risalente al 1656.

### Castello di Gravago
Edificato originariamente forse nell'VIII secolo dai Longobardi, il castello, appartenente agli inizi del XIII secolo ai Platoni, passò successivamente al Comune di Piacenza; conquistato in seguito dal conte Ubertino Landi, rimase quasi ininterrottamente alla casata fino al 1687, quando, ormai profondamente degradato, fu acquistato dai conti Platoni, che ne mantennero i diritti fino al 1772; completamente abbandonato, oggi se ne conservano ben visibili i resti all'interno di una fitta boscaglia a monte dell'abitato di Pieve.

### Caminata di Brè
Edificata in epoca medievale nella località di Brè, la grande casaforte, detta all'epoca Caminata in quanto provvista di camino, fu abitata per alcuni anni dal conte Ubertino Landi dopo la perdita del castello di Bardi nel 1269; trasformata successivamente in fabbricato rustico, fu profondamente modificata, ma conserva tuttora integro il massiccio lato orientale.

### Lavatoio
Costruito verso la fine del XIX secolo a monte dell'abitato di Pieve, il lavatoio in pietra fu restaurato nel 1997 a cura dell'associazione sportiva A.S. Val Noveglia.